# Oberalba
Oberalba (Rhöner Platt: Öberall) ist ein Ortsteil der Gemeinde Dermbach (Dermich) im südwestlichen Teil des Wartburgkreises im Freistaat Thüringen (Deutschland).

## Geographie

### Lage
Der Ort Oberalba befindet sich in der Thüringischen Rhön, etwa vierzehn Kilometer (Luftlinie) südwestlich der Kreisstadt Bad Salzungen und etwa zwei Kilometer westlich des Hauptortes Dermbach.

### Berge und Gewässer
Oberalba  liegt am Südfuß des Embergs (541,9 m ü. NN), der ein Südwestausläufer des Bergs Baier (713,9 m) ist, südwestlich von Oberalba befindet sich der Berg Sachsenburg (720,9 m).
Der Albabach, ein vier Kilometer langer orographisch linker Zufluss der Felda, entspringt am Ortsrand.

## Geschichte
Oberalba wurde erstmals am 10. Mai 1183 als „Albaha“ erwähnt. Der Ort gehörte über Jahrhunderte zum Amt Fischberg, welches sich zeitweise im Besitz der Herren von Neidhartshausen, der Herren von Frankenstein, der Grafen von Henneberg-Schleusingen, des Klosters Fulda, verschiedener Ernestinischer Herzogtümer und zuletzt ab 1815 des Großherzogtums Sachsen-Weimar-Eisenach befand.
Oberalba war 1631–1706 von der Hexenverfolgung betroffen. Acht Frauen gerieten in Hexenprozesse, drei starben unter der Folter und in der Haft. Die 60-jährige Barbara Hartung, Mutter von neun Kindern, wurde unter dem Vorwurf des Läusemachens wegen angeblicher Hexerei angeklagt. Sie widerstand schlimmsten Foltern, legte kein Geständnis ab und wurde 1698 freigelassen.
Im Jahr 1955 lebten im Ort 335 Einwohner.

## Kirche
Die evangelische Kirche zu Oberalba wurde 1665 erbaut. Die Kirche besteht aus Fachwerk, seitlich besitzt sie jeweils vier rundbogige Fenster. Der Turm mit welscher Haube ist mit Schiefer gedeckt. Sie ist die kleinste Fachwerkkirche Südthüringens.

## Kultur und Sehenswürdigkeiten

### Vereine
In Oberalba gibt es den Rhönklub Zweigverein Oberalba e. V. und den Feuerwehrverein Oberalba. Im Ort besteht eine private Wetterstation mit einer Webcam.

### Naturdenkmale
Das Naturschutzgebiet „Sachsenburg“ befindet sich südwestlich der Ortslage und hat eine Größe von 50,5 Hektar. Es wurde am 23. März 1961 ausgewiesen.